# Angela Luce
Angela Luce, née le 3 décembre 1938 à Naples, est une actrice italienne de cinéma et chanteuse de la chanson napolitaine. Elle est apparue dans plus de 80 films depuis 1958.

## Filmographie
- 1958 : Ricordati di Napoli de Pino Mercanti
- 1958 : La sposa de Edmondo Lozzi
- 1958 : Avventura a Capri de Giuseppe Lipartiti
- 1959 : Les Surprises de l'amour (Le sorprese dell'amore) de Luigi Comencini
- 1959 : Le Veuf (Il vedovo) de Dino Risi
- 1959 : Gastone de Mario Bonnard
- 1959 : Ferdinand Ier, roi de Naples (Ferdinando Ier re di Napoli) de Gianni Franciolini
- 1959 : Les Surprises de l'amour (Le sorprese dell'amore) de Luigi Comencini
- 1960 : Petites Femmes et Haute Finance de Camillo Mastrocinque
- 1960 : Caravan Petrol de Mario Amendola
- 1960 : Le chat miaulera trois fois (A noi piace freddo) de Steno
- 1960 : Peccati d'estate de Giorgio Bianchi
- 1960 : La contessa azzurra de Claudio Gora
- 1960 : Le Lit pour trois (Letto a tre piazze) de Steno
- 1960 : La Mort d'un ami (Morte di un amico) de Franco Rossi
- 1960 : Signori si nasce de Mario Mattoli
- 1960 : Totò, Fabrizi e i giovani d'oggi de Mario Mattoli
- 1961 : Macaronis dans le désert (Pastasciutta nel deserto) de Carlo Ludovico Bragaglia
- 1961 : Parlez-moi d'amour (Che femmina!! e... che dollari!) de Giorgio Simonelli
- 1962 : Les Années rugissantes Gli anni ruggenti de Luigi Zampa
- 1962 : Odio mortale de Franco Montemurro
- 1962 : Macaronis dans le désert (Pastasciutta nel deserto) de Carlo Ludovico Bragaglia
- 1963 : Adultero lui, adultera lei de Raffaello Matarazzo
- 1963 : La Marche sur Rome (La Marcia su Roma) de Dino Risi
- 1964 : I ragazzi dell'Hully Gully de Marcello Giannini
- 1966 : Les Deux Filleuls du parrain (2 mafiosi contro Al Capone) de Giorgio Simonelli
- 1966 : Per qualche dollaro in meno de Mario Mattoli
- 1966 : Spara forte, più forte... non capisco de Eduardo De Filippo
- 1966 : Un gangster venuto da Brooklyn de Emimmo Salvi
- 1967 : L'Étranger (Lo straniero) de Luchino Visconti
- 1968 : Totò story de Totò
- 1969 : Dove vai tutta nuda? de Pasquale Festa Campanile
- 1969 : Le Spécialiste (Gli specialisti) de Sergio Corbucci
- 1969 : Pensiero d'amore de Mario Amendola
- 1970 : Il debito coniugale de Franco Prosperi
- 1970 : Ma chi t'ha dato la patente? de Nando Cicero
- 1970 : Nini Tirebouchon (Ninì Tirabusciò, la donna che inventò la mossa) de Marcello Fondato
- 1971 : Dommage qu'elle soit une putain (Addio, fratello crudele) de Giuseppe Patroni Griffi
- 1971 : Comment entrer dans la mafia (Cose di Cosa Nostra) de Steno
- 1971 : Homo Eroticus de Marco Vicario
- 1971 : Décaméron (Il decameron) de Pier Paolo Pasolini
- 1973 : Malicia (Malizia) de Salvatore Samperi
- 1974 : Il gioco della verità de Michele Massa
- 1978 : Io tigro, tu tigri, egli tigra de Giorgio Capitani
- 1979 : Lo scugnizzo de Alfonso Brescia
- 1981 : Lacrime napulitane de Ciro Ippolito)
- 1983 : Zampognaro innamorato de Ciro Ippolito
- 1993 : Pacco, doppio pacco e contropaccotto de Nanni Loy
- 1994 : La Chance d'Aldo Lado
- 1995 : L'Amour meurtri (L'amore molesto) de Mario Martone
- 1998 : La vita per un'altra volta de Domenico Astuti
- 1999 : Terra bruciata de Fabio Segatori
- 2001 : La volpe a tre zampe de Sandro Dionisio
- 2005 : La seconda notte di nozze de Pupi Avati
- 2010 : Passione de John Turturro

## Discographie

### Albums
- 1972 : Angela Luce, Fans, GPX 6
- 1973 : Dedicato a, Fans, GPX 8
- 1973 : Che vuò cchiù, Fans, GPX 10
- 1973 : Dammi un bacio e ti dico..., Fans, GPX 11
- 1974 : Sò palummella cu e scelle d'oro, Hello, ZSEL 55432
- 1975 : Cin cin con Sanremo, Hello, ZSEL 55439
- 1975 : Poesie dette da Angela Luce, Hello, ZMEL 55443
- 1976 : E a Napule ce sta, Hello, ZSEL 55446
- 1976 : Cafè Chantant, Hello, ZSEL 55452
- 1977 : Comme se canta a Napule, Ricordi, SMRL 6200
- 1979 : Angela Luce Volume Uno, Fans, ABCD 410
- 1979 : Angela Luce Volume Due, Fans, ABCD 411
- 1984 : Ipocrisia, Sirio, BK 00213;
- 1984 : Io per ricominciare, Sirio, BL 75919;
- 1988 : Senza frontiere, Sirio, BL 75955;
- 1995 : Ipocrisia, Phonotype, CD 0044
- 2004 : I colori della mia vita, CD Polosud
- 2009 : Luce per Totò, CD Polosud.

### Singles
- 1970 :  'O divorzio/Carissima mamma, Hello, HR 3004
- 1971 :  'A primma 'nnammurata/'A rriva 'e mare, Hello, HR 9055
- 1973 : La casa del diavolo/Non sposarmi se non vuoi, Fans, G 62
- 1973 : Che vuo cchiù/Zitto zitto zitto, Fans, G 63
- 1974 : L'addio/Napule ca se ne va, Hello, NP 9158
- 1975 : Ipocrisia/Per amare lui, Hello, ZEL 50470
- 1975 : Cara amica mia/Quando sarai con l'altra, Hello, ZEL 504710